# A Square Deal
A Square Deal è un film muto del 1917 diretto da Harley Knoles.

## Produzione
Il film fu prodotto dalla Peerless Productions e dalla World Film.

## Distribuzione
Il copyright del film, richiesto dalla World Film Corp., fu registrato il 2 febbraio 1917 con il numero LU10166.
Distribuito dalla World Film e presentato da William A. Brady, il film uscì nelle sale cinematografiche statunitensi il 19 febbraio 1917.